# Caulopsis microprora
Caulopsis microprora är en insektsart som beskrevs av Morgan Hebard 1927. Caulopsis microprora ingår i släktet Caulopsis och familjen vårtbitare. Inga underarter finns listade i Catalogue of Life.